# Israel Zinger
Israel Raul Zinger (în ebraică ישראל זינגר) (n. 18 decembrie 1948, București) este un politician israelian originar din România, a fost primar al orașului Ramat Gan între anii 2013-2018. Zinger este de profesie fizician și pedagog. 

## Biografie
Israel Zinger s-a născut în 1948 într-o familie de evrei din București. El a emigrat în Israel, unde a obținut în anul 1978 titlul de master în fizică nucleară la Universitatea din Tel Aviv. Între anii 1985-2003 a îndeplinit funcția de director al liceului „Blich” din orașul Ramat Gan.
În anul 2005 el a devenit membru al conducerii Colegiului de Securitate Națională pentru tineret care organizează diverse activități în cadrul liceului „Ohel Shem” din Ramat Gan. Din anul 2006 Zinger a fost director al Colegiului Raanana și director în compania internațională de comunicații XFONE. De asemenea, a servit pe post de consilier al comisiei parlamentare pentru învățământ și a colaborat la mai multe proiecte educaționale la nivel statal. 

### Cariera politică
În anul 2003 Zinger a candidat pentru întâia oară în alegerile pentru primăria orașului Ramat Gan și a fost ales în consiliul municipal al localității. Între anii 2008-2013 el a condus opoziția în cadrul consiliului municipal în fața primarului Tzvi Bar. În anul 2008 a fost distins de Societatea israeliană pentru ocrotirea naturii cu titlul de cel mai activ consilier municipal în lupta pentru calitatea mediului înconjurător.
În anul 2010 a primit o distincție de onoare din partea mișcării Ometz (Mișcarea civilă pentru o administrație normativă, și pentru dreptate socială și judiciară) pentru lupta sa împotriva corupției la nivel municipal. Zinger a fost activ în consultările publice în domeniul taxelor municipale, al calității mediului ambiant și al planificării și construcțiilor în orașul Ramat Gan. El a condus proiecte în cadrul asociației Mofet (Matematică, Fizică, Cultură) în domeniul promovării învățământului științelor exacte în Israel.
În anul 2013 a candidat pentru a treia oară la funcția de primar, în fruntea unei mișcări pe care a înființat-o, „Ramat Gan Hahadashá” (Noul Ramat Gan), și l-a învins pe contracandidatul Carmel Shama-Hacohen, obținând 56.15% din voturi. Fracțiunea sa a obținut patru locuri în consiliul municipal. 
În 15 decembrie 2014 Zinger a fost arestat de poliție, împreună cu alți lucrători ai primăriei, și a fost ținut vreme de 7 zile în arest la domiciliu în cursul unei anchete judiciare ce investiga o suspiciune de primire de mită. Activitatea sa la primărie a fost suspendată vreme de două săptămâni.În 2018 procuratura a închis dosarul penal din lipsă de dovezi. În alegerile din anul 2018 pentru primăria Ramat Gan a fost învins la al doilea tur de scrutin de către vechiul său rival, Carmel Shama-Hacohen, obținând 44.21% din voturi.
Zinger este căsătorit și tatăl a trei copii.
Zinger este activ și ca jucător de șah și a activat pentru promovarea acestui joc. Ca director de liceu, a fondat în cadrul școlii pe care a condus-o un club de șah și de joc de dame, care a organizat concursuri și numeroase activități de educație și a participat la competiții ale Ligii de șah. În anul 2008 a propus introducerea învățării șahului în grădinițele din Ramat Gan, dar propunerea sa nu a fost adoptată. În 2012 a contribuit la transferarea clubului de șah „Etude” din Ramat Gan în noul său sediu din fosta clădire a asociației Makabi.
A fost activ ca francmason.